# Cerimônia de abertura dos Jogos Olímpicos de Inverno de 2022
A cerimônia de abertura dos Jogos Olímpicos de Inverno de 2022 aconteceu na noite de 4 de fevereiro de 2022 no Estádio Nacional de Pequim, na China. Como definido pela Carta Olímpica, os procedimentos combinaram a abertura formal e cerimonial deste evento esportivo internacional, incluindo os discursos de boas-vindas, içamento das bandeiras e desfile de atletas, com um espetáculo artístico para mostrar a cultura invernal e a história moderna da nação anfitriã. Os Jogos foram oficialmente abertos por Xi Jinping, secretário-geral do Partido Comunista Chinês e presidente da República Popular da China.
A cerimônia de abertura foi dirigida pelo diretor de cinema e produtor Zhang Yimou, que já dirigiu as cerimônias de abertura e encerramento dos Jogos Olímpicos de Verão de 2008, também sediada em território chinês.

## Hinos
- – Marcha dos Voluntários, hino nacional da China
- – Hino Olímpico, interpretado pelo Coro Infantil Malanhua'er

## Autoridades presentes
- KSA Arábia Saudita – Mohammad bin Salman, príncipe-herdeiro da Arábia Saudita[7]
- ARG Argentina – Alberto Ángel Fernández, presidente da Argentina[8]
- BIH Bósnia e Herzegovina – Zoran Tegeltija, presidente do Conselho de Ministros da Bósnia e Herzegovina
- CAM Camboja – Norodom Sihamoni, rei do Camboja[9]
- QAT Catar – Tamim bin Hamad al-Thani, emir do Catar
- KAZ Cazaquistão – Kassym-Jomart Tokayev, presidente do Cazaquistão[10]
- EGY Egito – Abdel Fattah el-Sisi, presidente do Egito[11]
- UAE Emirados Árabes Unidos – Mohamed bin Zayed Al Nahyan, príncipe-herdeiro de Abu Dhabi[7]
- ECU Equador – Guillermo Lasso, presidente do Equador[9]
- LUX Luxemburgo – Henrique, grão-duque de Luxemburgo
- MAC Macau – Ho Iat-seng, chefe do Executivo de Macau[12]
- MON Mônaco – Alberto II, príncipe de Mônaco[13]
- MGL Mongólia – Luvsannamsrain Oyun-Erdene, primeiro-ministro da Mongólia[14]
- PAK Paquistão – Imran Khan, primeiro-ministro do Paquistão,[15] Fahmida Mirza, ministra da Coordenação Interprovincial (IPC)[16]
- PNG Papua-Nova Guiné — James Marape, primeiro-ministro da Papua-Nova Guiné[17]
- POL Polônia – Andrzej Duda, presidente da Polônia[18]
- KGZ Quirguistão – Sadyr Japarov, presidente do Quirguistão[19]
- RUS Rússia – Vladimir Putin, presidente da Rússia[20]
- SRB Sérvia – Aleksandar Vučić, presidente da Sérvia
- SIN Singapura – Halimah Yacob, presidente de Singapura[17]
- TJK Tajiquistão – Emomali Rahmon, presidente do Tajiquistão[21]
- THA Tailândia – Sirindhorn, princesa real da Tailândia
- TKM Turcomenistão – Gurbanguly Berdimuhamedow, presidente do Turcomenistão[21]
- UZB Uzbequistão – Shavkat Mirziyoyev, presidente do Uzbequistão[21]

### Organizações internacionais
- Comitê Olímpico Internacional⁣ – ⁣Thomas Bach, presidente do Comitê Olímpico Internacional[22]
- Organização das Nações Unidas⁣ – ⁣António Guterres, secretário-geral das Nações Unidas[23]
- Organização das Nações Unidas⁣ – ⁣Abdulla Shahid, presidente da Assembleia Geral das Nações Unidas
- Organização Mundial da Saúde – Tedros Adhanom Ghebreyesus, diretor-geral da OMS[7]
- Organização Mundial da Propriedade Intelectual – Daren Tang, secretário-geral da OMPI[7]
- Organização para Cooperação de Xangai – Zhang Ming, secretário-geral da OCX[7]
- Novo Banco de Desenvolvimento – Marcos Prado Troyjo, presidente do NBD[7]